# Championnats d'Afrique de judo 2020
Navigation
Édition précédente Édition suivante
Les championnats d'Afrique de judo 2020 se déroulent du  17 au 20 décembre 2020 à Antananarivo.
Initialement prévus du 16 au 19 avril 2020, puis du 30 novembre au 2 décembre 2020 à Casablanca, ces championnats sont reportés en raison de la pandémie de Covid-19,. Trente-trois nations prennent part à la compétition.

## Podiums

### Femmes
| Épreuves                          | Or                                     | Argent                         | Bronze                                                      |
| --------------------------------- | -------------------------------------- | ------------------------------ | ----------------------------------------------------------- |
| Moins de 48 kg poids super-légers | Geronay Whitebooi (RSA)                | Aziza Chakir (MAR)             | Priscilla Morand (MRI) Signoline Kanyamuneza (BDI)          |
| Moins de 52 kg poids mi-légers    | Taciana Cesar (GBS)                    | Soumiya Iraoui (MAR)           | Salimata Fofana (CIV) Charné Griesel (RSA)                  |
| Moins de 57 kg poids légers       | Diassonema Mucungui (ANG)              | Zouleiha Abzetta Dabonné (CIV) | Ghofran Khelifi (TUN) Narindra Rakotovao (MAD)              |
| Moins de 63 kg poids mi-moyens    | Amina Belkadi (ALG)                    | Sofia Belattar (MAR)           | Hélène Wezeu Dombeu (CMR) Enku Ekuta (NGA)                  |
| Moins de 70 kg poids moyens       | Asma Niang (MAR)                       | Ayuk Otay Arrey Sophina (CMR)  | Carine Ngarlemdana (CHA) Anastasiya-Alexandra Nenova (RSA)  |
| Moins de 78 kg poids mi-lourds    | Marie Branser (COD)                    | Sarah Myriam Mazouz (GAB)      | Kaouthar Ouallal (ALG)                                      |
| Plus de 78 kg poids lourds        | Hortence Vanessa Mballa Atangana (CMR) | Sonia Asselah (ALG)            | Monica Sagna (SEN) Haingoniaina Durianah Ramiandrisoa (MAD) |

### Hommes
| Épreuves                          | Or                         | Argent                         | Bronze                                                       |
| --------------------------------- | -------------------------- | ------------------------------ | ------------------------------------------------------------ |
| Moins de 60 kg poids super-légers | Fraj Dhouibi (TUN)         | Issam Bassou (MAR)             | Bernadin Tsala Tsala (CMR) Alexandre de Barros e Silva (CPV) |
| Moins de 66 kg poids mi-légers    | Mohamed Abdelmawgoud (EGY) | Ahmed Abelrahman (EGY)         | Imad Bassou (MAR) Steven Mungandu (ZAM)                      |
| Moins de 73 kg poids légers       | Mohamed Mohyeldin (EGY)    | Ahmed El Meziati (MAR)         | Aden-Alexandre Houssein (DJI) Fethi Nourine (ALG)            |
| Moins de 81 kg poids mi-moyens    | Abdelrahman Mohamed (EGY)  | Mohamed Abdelaal (EGY)         | Achraf Moutii (MAR) Fetra Ratsimiziva (MAD)                  |
| Moins de 90 kg poids moyens       | Hatem Abd El Akher (EGY)   | Abderrahmane Benamadi (ALG)    | Ali Hazem (EGY) Rémi Feuillet (MRI)                          |
| Moins de 100 kg poids mi-lourds   | Ramadan Darwish (EGY)      | Koffi Krémé Kobena (CIV)       | Lwazi Mapitiza (RSA) Luc Manongho (GAB)                      |
| Plus de 100 kg poids lourds       | Mbagnick Ndiaye (SEN)      | Mohamed Sofiane Belrekaa (ALG) | Ahmed Wahid (EGY) Ali Omar (LBA)                             |

### Par équipes
| Épreuves | Or      | Argent  | Bronze           |
| -------- | ------- | ------- | ---------------- |
| Mixte    | Algérie | Sénégal | Madagascar Kenya |

### Tableau des médailles
- Pays organisateur (Madagascar)

| Rang               | Nation             | Or | Argent | Bronze | Total |
| ------------------ | ------------------ | -- | ------ | ------ | ----- |
| 1                  | Égypte             | 5  | 2      | 2      | 9     |
| 2                  | Algérie            | 2  | 3      | 2      | 7     |
| 3                  | Maroc              | 1  | 5      | 2      | 8     |
| 4                  | Cameroun           | 1  | 1      | 2      | 4     |
| 5                  | Sénégal            | 1  | 1      | 1      | 3     |
| 6                  | Afrique du Sud     | 1  | 0      | 3      | 4     |
| 7                  | Tunisie            | 1  | 0      | 1      | 2     |
| 8                  | Angola             | 1  | 0      | 0      | 1     |
| 8                  | R.D. Congo         | 1  | 0      | 0      | 1     |
| 8                  | Guinée-Bissau      | 1  | 0      | 0      | 1     |
| 11                 | Côte d'Ivoire      | 0  | 2      | 1      | 3     |
| 12                 | Gabon              | 0  | 1      | 1      | 2     |
| 13                 | Madagascar         | 0  | 0      | 4      | 4     |
| 14                 | Maurice            | 0  | 0      | 2      | 2     |
| 15                 | Burundi            | 0  | 0      | 1      | 1     |
| 15                 | Cap-Vert           | 0  | 0      | 1      | 1     |
| 15                 | Djibouti           | 0  | 0      | 1      | 1     |
| 15                 | Kenya              | 0  | 0      | 1      | 1     |
| 15                 | Libye              | 0  | 0      | 1      | 1     |
| 15                 | Nigeria            | 0  | 0      | 1      | 1     |
| 15                 | Tchad              | 0  | 0      | 1      | 1     |
| 15                 | Zambie             | 0  | 0      | 1      | 1     |
| Total (22 nations) | Total (22 nations) | 15 | 15     | 29     | 59    |